# نياجارا
نهر نياجارا (بالإنجليزية: Niagara River)‏ وهو مضيق أيضاً، مشترك بين الولايات المتحدة الأمريكية وكندا، ينبع من بحيرة إري (Lake Erie) جنوباً، ويصب في بحيرة أونتاريو (Lake Ontario) شمالاً، اللتين تقعان ضمن حدود الدولتين أيضاً، قاطعاً بذلك 37 ميلاً، يتراوح عمقه ما بين 20 قدم إلى 190 قدم، وينقل ما معدله 204,000 قدم مكعب من المياه في الثانية الواحدة، وأقصى حد لما ينقله هو 212,000 قدم/ثانية، وتمثل مياهه 20% من المياه العذبة في العالم. بعد ارتفاع درجات الحرارة في العقود الأخيرة وذوبان جبال الجليد (glaciers)، أصبح النهر ذو أهمية قصوى في تصريف مياه أربع من البحيرات العظمى، وهي بحيرات: سوبيريور (Superior)، ميشيغان (Michigan)، هرون (Huron)، وإري (Erie).

## تاريخياً
عرف نهر وشلالات نياجارا خارج قارة أمريكا الشمالية منذ أواخر القرن السابع عشر. عندما قام المستكشف الفرنسي الأب لويس هينيبين (Father Louis Hennepin)، وهو أول من شَهِدَ النهر من خارج القارة الأمريكية، بالكتابة حول ما شاهده في العالم الجديد في عام 1698.

## المدن والمستوطنات المحاذية للنهر
| Name               | Country          |
| ------------------ | ---------------- |
| بوفالو             | الولايات المتحدة |
| تشيباوا            | كندا             |
| فورت إيري          | كندا             |
| لويستون            | الولايات المتحدة |
| جراند آيلاند       | الولايات المتحدة |
| نياجارا فولز       | الولايات المتحدة |
| نياجارا فولز       | كندا             |
| نياجارا-أون-ذا-ليك | كندا             |
| نورث توناواندا     | الولايات المتحدة |
| بورتر              | الولايات المتحدة |
| كوينزتون           | كندا             |
| توناواندا (مدينة)  | الولايات المتحدة |
| توناواندا (قرية)   | الولايات المتحدة |
| ويتفيلد            | الولايات المتحدة |
| يونغستون           | الولايات المتحدة |